# 영어
영어(英語, 영어: English, English language)는 영국의 구성국인 잉글랜드에서 기원한 서게르만어군 언어이다. 오늘날에는 영국과 영연방, 북미의 국가를 중심으로 공식 언어뿐만 아니라 그 외 지역에서는 제2언어로 활용한다. 또한 영어는 2차 세계대전 이전까지 프랑스어가 공용어로 쓰였으나, 19세기 그리고 20세기 초 대영 제국의 군사적, 경제적, 과학적, 정치적 그리고 문화적 영향과  20세기 우드로 윌강화 회의에서 주장한 이래의 미국의 영향으로, 전 세계에서 가장 폭넓게 배우고, 활용하는 언어로  링구아 프랑카에 비유하기도 한다.
영어는 서게르만어군의 방언이었던 앵글로색슨족의 언어가 여러 역사적 사건을 겪으면서 변화하면서 형성되었다. 5세기 무렵 브리튼 제도에 앵글로색슨족이 이주하면서 시작한 고대 영어는 이후 바이킹의 침입과 함께 전파된 고대 노르드어의 영향을 받았다.
영어는 서게르만어군의 방언이었던 앵글로색슨족의 언어가 여러 역사적 사건을 겪으면서 변화하면서 형성되었다. 5세기 무렵 브리튼 제도에 앵글로색슨족이 이주하면서 시작한 고대 영어는 이후 바이킹의 침입과 함께 전파된 고대 노르드어의 영향을 받았다.
노르만인의 잉글랜드 정복 이후 고대 영어는 단어와 철자법 등에서 노르만어의 영향을 받으며 중세 영어로 발전하였다. 영어(English)라는 단어의 어원은 12세기 고대 영어인 Angl 또는 Engle에서 파생했다. 근대 영어는 15세기 잉글랜드에서 있었던 대모음 추이가 기준이다. 이 무렵 여러 나라에서 유래한늘었다. 특히 라틴어와 고대 그리스어를 어원으로 하는 기술 용어들도 늘었다. 또한, 각국 국민들의 모국어 억양이 영어에 흡수되었다.

## 개요
지구적 링구아 프랑카로서 언급된다. 영어는 통신, 과학, 무역, 비행, 오락, 방송, 외교 등의 분야에서 국제어로서 사용되고 있다. 때문에 영어의 사용은 종종 언어 제국주의라는 비판을 받기도 한다. 영어는 대영제국의 팽창과 함께 브리튼 제도의 밖에서 사용되기 시작하였으며, 특히 제2차 세계대전 이후 초강국이 된 미국으로 인해 영어 사용의 세계화는 더욱 확산되었다. 제2차 세계 대전이전의 공용어로는 프랑스어가 꼽힌다.
의료나 컴퓨터 사용과 같은 여러 분야는 기초적인 영어 사용 능력을 전제로 한다. 이를 위해 수억 명 이상의 사람들이 영어를 배운다.
영국의 언어학자 데이비드 크리스털은 전 지구적인 영어 사용의 급격한 증가로 인해 다른 언어가 막대한 타격을 입고 있다고 말한다. 북아메리카와 오스트레일리아를 포함한 지구 곳곳에서 영어 사용이 일반화됨으로써 각 지역의 자연어가 갖고 있던 언어 다양성이 감소하고 심지어 더 이상 쓰는 사람이 없는 사어가 되고 있다고 지적한다. 이러한 영어의 영향은 역사언어학의 연구에서도 확인할 수 있다. 여러 언어 공동체에 광범위하게 확산되어 사용되고 있는 영어는 복잡하고 역동적인 언어 변화를 가져왔다. 크리올과 피진은 이러한 영어의 영향으로 만들어진 새로운 어족이다.

## 역사
영어는 앵글로프리지아어와 저지 게르만어를 기원으로 하는 서게르만어군의 하나이다. 이 언어들은 로마 속주 시기 이후 5세기까지 오늘날 독일, 덴마크, 네덜란드 등의 지역에 해당하는 유럽 북서부에서 다양한 경로를 통해 브리튼섬으로 유입되었다. 이렇게 브리튼섬에 정착한 게르만족의 하나가 앵글족으로 이들의 이름 앵글(영어: Angles)은 이들의 원래 거주하였던 곳의 지명 앵글른에서 유래한 것으로 오늘날의 슐레스비히 인근 지역이다. 브리튼이라는 이름은 베다 베네라빌리스의 《잉글랜드 교회사》에 최초로 등장한다. 브리튼 섬에 이주해 온 앵글족은 새 정착지를 자신들의 땅이라는 의미의 잉글랜드(영어: England, Engla + land)로 불렀다. 영어(영어: English)역시 앵글족의 말이란 뜻이다.
앵글로색슨족은 덴마크와 윌란반도로부터 449년에 브리튼섬을 침공하였다. 이전까지 이 지역에서 사용되던 언어는 켈트어파에 속한 브리튼어와 게일어였다. 브리튼섬에 있었던 두 번의 침입은 영어에도 영향을 주었다. 하나는 8~9세기에 있었던 바이킹의 침입으로 이로 인해 영어는 북게르만어군의 영향을 받았다. 다른 하나는 1066년 있었던 노르만 정복으로 이로 인해 프랑스어와 노르만어가 유입되었다. 이런 역사적 사건들의 영향을 받으며 고대 영어가 형성되었다.
브리튼섬에 세워진 앵글로-색슨의 고대 왕국들에서는 저마다 고대 영어의 다양한 사투리가 쓰였다. 후기에는 색슨족이 들어와 저지 게르만어의 영향을 받았다. 영어의 발전에 지대한 영향을 미친 요소 가운데 하나는 기독교의 전파였다. 530년의 베네딕도 규칙서에서부터 1536년의 수도원 해체까지 브리튼섬에는 많은 기독교 수도원이 세워졌다. 초대 주교였던 캔터베리의 아우구스티누스 이후 기독교 성직자들은 수도원을 통해서 문자와 문학을 전파하는 학교의 기능을 수행하였다.
서유럽 중세 기간 동안 수도원은 브리튼 제도에서 지식의 보고였고 이들의 활동은 영어에 많은 영향을 주었다. 기독교 수도사들은 중세 서유럽의 링구아 프랑카였던 라틴어를 사용하였고 영어 역시 라틴어의 영향을 받았다.
15세기에서 16세기에 걸쳐 런던에서 쓰인 영어를 초기 근대 영어라 한다. 이 시기 영어는 철자법이 고정되고 어순이 확립되는 등의 변화를 겪었다. 산업혁명과 과학의 발달은 라틴어와 그리스어 어근을 바탕으로 한 막대한 과학 어휘가 새로 만들어지는 결과를 가져왔다. 그레이트브리튼 왕국의 성립으로 영어는 브리튼섬 전역에서 일반적으로 사용하는 언어가 되었으며 대영제국 시기 제국주의 정책에 따라 세계 곳곳에 영국의 식민지가 확장되자 영어 역시 세계로 퍼져나갔다. 이 시기 영어가 전파된 주요 국가로는 오늘날의 미국, 캐나다, 오스트레일리아, 뉴질랜드, 아일랜드 등이 있다. 또한 영어는 영국이나 미국의 영향권 하에 있었던 파키스탄, 가나, 인도, 나이지리아, 남아프리카, 케냐, 우간다, 필리핀 등 많은 나라에서 공용어로 사용된다.
1945년 유엔의 설립 이래 영어는 유엔의 공식 언어들 가운데 하나로 사용되고 있다. 오늘날 영어는 게르만어파의 언어 중에서 가장 널리 사용되는 언어이며, 사실상 전 세계 언어 중에서 가장 폭넓게 쓰이는 언어라고 할 수 있다. 이는 대영제국의 대외 팽창으로 인해 전 세계로 영어가 확산되고, 제2차 세계 대전 이후 미국의 경제적 문화적 영향력이 증가한 데에 기인한다. 특히 근대에 들어 통신 기술의 발달로 영어는 다른 문화권에 영향을 주고 있다.

## 언어학적 특징

### 어족
영어는 인도유럽어족 게르만어파 서게르만어군의 앵글로프리지아어에 속하는 언어이다. 현존하는 가장 가까운 관계의 언어로는 스코틀랜드 저지대와 북아일랜드 일부 지역에서 사용되는 스코트어와 네덜란드의 프리슬란트주와 독일의 슐레스비히홀슈타인주 일부 지역에서 사용되는 프리지아어가 있다. 스코트어는 별개의 언어가 아닌 영어의 방언으로 취급되기도 한다.
스코트어와 프리지아어 외에 영어와 연관이 있는 언어로는 서게르만어군 중에서 비(非)앵글로프리지아어에 해당하는 독일어, 네덜란드어, 아프리칸스어와 북게르만어군에 속하는 스웨덴어, 덴마크어, 노르웨이어, 아이슬란드어, 페로어 등이 있다. 이들은 가장 기초적인 부분에서 영어와 유사성을 보이기는 하지만 이미 오래전 서로 다른 언어로 분기되었고 영어와 스코트어는 그레이트브리튼섬에 고립되어 발달하여 어휘, 구문, 어의, 음운 등이 달라 서로 통용되지 서유럽(프랑스 제외), 북유럽(핀란드 제외) 사람들은 어순이나 언어가 영어와 상당히 유사하여 진지하게 공부하지 않아도 영어로 의사소통하고, 영화를 보고 책을 읽는데 큰 부담을 느끼지 않아서 자연스레 영어를 잘한다. 이와 같은 관련 언어 가운데 굳이 친소를 가린다면 네덜란드어가 영어와 유사한 편이다.

### 단어
영어는 라틴어와 프랑스어의 어휘에서 많은 영향을 받았으며 지리적 고립으로 인한 구문의 변화로 관련된 게르만어들과 다른 모습으로 발전하였다. 실제로 라틴어는 영어의 15%에서 30%에 달하는 어휘의 근원이 되었다고 한다. 예를 들어 "exit"는 라틴어에서 유래한 단어로 이에 해당하는 네덜란드어 "uitgang"이 보다 원래의 뜻을 잘 나타낸다고 할 수 있다. uitgang은 "나가다"는 뜻의 "uit"과 "통로"를 뜻하는 "gang"의 합성어로 글자그대로 통로에서 나간다는 의미를 나타낸다. 영어로 나타낸다면 "out-gangway"가 될 것이다. 프랑스어에서 유래한 "movement" 역시 이 보다는 독일어 Bewegung이 글자그대로 "be-way-ing" 즉 "길을 따라 움직이는" 또는 "방도에 맞추어 가는"의 의미를 잘 나타낸다고 할 것이다.
현대의 영어 사용자들도 많은 프랑스 단어를 읽을 수 있는데 이 역시 노르만 침공 이후 영어에 미친 노르만어와 프랑스어의 영향을 보여준다.

### 어순
영어의 어순은 다른 게르만어와는 상당히 다르다. 그러나 중세 이후 노르웨이어, 스웨덴어와 같은 북게르만어군의 어순이 영어에 많은 영향을 주었다. 다음은 영어와 북게르만어군 사이에서 보이는 어순의 유사성을 나타낸 예문이다. 맨 아래의 독일어와 영어: seen에 해당하는 단어의 어순을 비교해 보자. 한편, 네덜란드어의 어순은 영어와 독일어의 중간 형태를 보인다.
- 영어 : I have still never seen anything in the square.
- 노르웨이어 : Jeg har likevel aldri sett noe i torget.
- 스웨덴어 : Jag har ännu aldrig sett något på torget.
- 독일어 : Ich habe noch nie etwas auf dem Platz gesehen.
- 네덜란드어 : Ik heb nog nooit iets gezien op het plein
- 한국어 : 나는 지금껏 그 광장에서 어떤 것도 보지 못하고 있다.
  - 영어: have = 노르웨이어: har = 스웨덴어: har = 독일어: habe = 네덜란드어: heb
  - 영어: seen = 노르웨이어: sett = 스웨덴어: sett = 독일어: gesehen = 네덜란드어: gezien

위의 예에서 네덜란드어는 다른 게르만어군에 비해 영어와 보다 유사한 형태를 띠는데 이는 동사의 시제 변화에서도 확인할 수 있다.
| 구분       | 기본형  | 과거형  | 과거분사 |
| ---------- | ------- | ------- | -------- |
| 영어       | bring   | brought | brought  |
| 네덜란드어 | brengen | bracht  | gebracht |
| 노르웨이어 | bringe  | brakte  | brakt    |

| 구분       | 기본형 | 과거형 | 과거분사 |
| ---------- | ------ | ------ | -------- |
| 영어       | eat    | ate    | eaten    |
| 네덜란드어 | eten   | at     | gegeten  |
| 노르웨이어 | ete    | åt     | ett      |

### 관련 어군과의 관계
영어와 다른 연관 언어 사이에는 전혀 다른 의미를 지니는 단어가 유사한 음운을 갖는 거짓짝이 많이 있다. 일례로 영어: time(시간)과 노르웨이어: time(시각)을 들 수 있다. 또한 같은 의미를 지니는 낱말이 서로 다른 발음으로 변화한 것도 있는데 영어: enough와 독일어: genug, 그리고 덴마크어: nok를 그 예로 들 수 있다.
그러나, 이러한 차이점에도 영어는 다른 언어군들에 비해 게르만어파와 확연한 유사성을 공유하고 있다. 영어와 게르만어파에 속하는 많은 언어에서는 "‑hood", "-ship", "-dom", "-ness"와 같은 접미사들이 공통적으로 사용된다. 다만 접미사의 활용 방식은 조금씩 다르지만 예를 들어 Freedom에 해당하는 독일어: Freiheit에 쓰인 접미사 "-heit"는 영어의 "-hood"에 해당하는 것이다. 한편 영어의 "-dom"에 해당하는 접미사에 독일어에서는 종종 "-tum"이 사용된다. 이러한 접미사의 사용은 아이슬란드어, 페로어와 같은 다른 도서 게르만어에서도 볼 수 있다. 이들 역시 영어와 같이 여타의 게르만어파에 속하는 언어들과는 다른 독자적인 방식으로 접미사를 사용하고 있다.

## 사용 인구
현재 약 3억 7천 5백만 명이 영어를 모국어로 사용하고 있다. 이는 중국어의 관화, 스페인어 다음으로 많은 수이다. 공용어와 제1외국어로 사용하는 사람의 수를 합산하면 영어 사용 인구는 중국어 다음으로 많다.

### 사용자
다음의 표는 영어를 사용하는 주요 나라의 영어 사용 인구수를 나타내고 있다.
| 순위                                                                                 | 국가           | 전체        | 인구 중 비율 | 제1언어     | 공용어                                | 인구          | 비고 |
| ------------------------------------------------------------------------------------ | -------------- | ----------- | ------------ | ----------- | ------------------------------------- | ------------- | --- |
| 1                                                                                    | 미국           | 251,388,301 | 96%          | 215,423,557 | 35,964,744                            | 262,375,152   | 출처: US Census 2000: Language Use and English-Speaking Ability: 2000, 표1. 집에서 영어를 사용하지는 않으나 영어에 능숙하다고 답한 사람은 공용어로서 영어를 사용하는 것으로 봄. 조사 대상은 5세 이상 |
| 2                                                                                    | 인도           | 90,000,000  | 8%           | 178,598     | 65,000,000 제2언어 25,000,000 제3언어 | 1,028,737,436 | 1991년 자료에는 제2언어인 경우와 제3언어인 경우가 합산되어 있음. 영어 화자가 곧바로 영어 사용자는 아님. |
| 3                                                                                    | 나이지리아     | 79,000,000  | 53%          | 4,000,000   | >75,000,000                           | 148,000,000   | 다음의 자료에서는 영어를 바탕으로 한 나이지리아 피진과 크리올의 사용자도 영어를 공용어로서 사용하는 사람의 수로 합산하였다. Ihemere, Kelechukwu Uchechukwu. 2006. "A Basic Description and Analytic Treatment of Noun Clauses in Nigerian Pidgin. 보관됨 2007-06-10 - 웨이백 머신" Nordic Journal of African Studies 15(3): 296–313. |
| 4                                                                                    | 영국           | 59,600,000  | 98%          | 58,100,000  | 1,500,000                             | 60,000,000    | 출처: Crystal (2005), p. 109. |
| 5                                                                                    | 필리핀         | 48,800,000  | 52%          | 3,427,000   | 45,373,000                            | 92,000,000    | Total speakers: Census 2000, text above Figure 7. 63.71% of the 66.7 million people aged 5 years or more could speak English. Native speakers: Census 1995, as quoted by Andrew Gonzalez in The Language Planning Situation in the Philippines 보관됨 2007-06-16 - 웨이백 머신, Journal of Multilingual and Multicultural Development, 19 (5&6), 487–525. (1998). Ethnologue lists 3.4 million native speakers with 52% of the population speaking it as a additional language. |
| 6                                                                                    | 캐나다         | 25,246,220  | 85%          | 17,694,830  | 7,551,390                             | 29,639,030    | Source: 2001 Census – Knowledge of Official Languages 보관됨 2018-10-16 - 웨이백 머신 and Mother Tongue 보관됨 2018-10-16 - 웨이백 머신. 모국어로서 영어를 사용하는 사람들 중에는 프랑스 역시 모국어로 사용하는 이중언어 사용자 122,660 명과 영어만을 사용하는 17,572,170 명이 합산되어 있다. |
| 7                                                                                    | 오스트레일리아 | 18,172,989  | 92%          | 15,581,329  | 2,591,660                             | 19,855,288    | 출처: 2006 Census. 이 자료에는 집에서 영어만을 사용하는 주민과 영어를 능숙하게 사용하는 타언어 사용자, 그리고 집에서는 영어를 사용하지 않는 5%의 경우가 합산되어 있다. |
| 특기사항: 합계 = 제1언어+공용어; First language + Other language; 백분율은 합계 기준 |                |             |              |             |                                       |               | |

### 국가별 영어 교육
1. 대한민국(읽기, 말하기, 쓰기, 듣기)
-직접 교수법(Direct Methods)방식을 통해서 학생들을 주로 교육해왔다. 그러나 최근에는 여러 가지 TESOL방식을 활용하여 더 생생한 영어를 가르치려는 노력이 이어지고 있는 중이다.

## 발음

### 모음
다음은 북아메리카 영어를 기준으로 한 모음의 표기이다.
| 국제 음성 기호 | 적요                                         | 예시 단어 |
| 단모음         | 단모음                                       | 단모음    |
| -------------- | -------------------------------------------- | --------- |
| iː             | 전설 비원순 고모음                           | bead      |
| ɪ              | 근전설 비원순 근고모음                       | bid       |
| ɛ              | 전설 비원순 중저모음                         | bed       |
| æ              | 전설 비원순 근저모음                         | bad       |
| ɒ              | 후설 원순 저모음                             | box       |
| ɔː             | 후설 원순 중저모음                           | pawed     |
| ɑː             | 후설 비원순 저모음                           | bra       |
| ʊ              | 근후설 원순 근고모음                         | good      |
| uː             | 후설 원순 고모음                             | booed     |
| ʌ              | 후설 비원순 중저모음, 중설 근저모음          | bud.      |
| ɜr             | 중설 비원순 중저모음                         | bird      |
| ə              | 중설 중모음                                  | Rosa's    |
| ɨ              | 중설 비원순 고모음                           | roses     |
| 복모음         |                                              |           |
| eɪ             | 전설 비원순 중고모음- 근전설 비원순 근고모음 | bayed     |
| oʊ             | 후설 원순 중고모음- 근후설 원순 근고모음     | bode      |
| aɪ             | 전설 비원순 저모음 근전설 비원순 근고모음    | cry       |
| aʊ             | 전설 비원순 저모음 근후설 원순 근고모음      | cow       |
| ɔɪ             | 후설 원순 중저모음 전설 비원순 고모음        | boy       |
| ʊər            | 근후설 원순 근고모음 중설 중모음             | boor      |
| ɛər            | 전설 비원순 중저모음 중설 중모음             | fair      |

1. ↑  영국에서는 [e]와 가깝게 소리낸다.
2. ↑  영국의 젊은층에서는 [a]에 가깝게 소리낸다.
3. ↑  미국 영어 화자의 경우 /ɑː/ 또는 /ɔː/로 소리내는 경우가 많다. 영어 음운 변화의 역사를 참조할 것.
4. ↑  일부 북아메리카 영어 화자는 이 모음을 발음하지 못한다. 영어 음운 변화의 역사를 참조할 것.
5. ↑  기호 <U>는 /uː/, ㅣ모음 역행동화의  /juː/를 표기하는데도 사용된다. 영국에서는 /t/, /d/, /s/, /z/의 뒤에 오는 U 모음이 ㅣ 모음 역행동화가 일어나 /juː/로 발음되는 경우가 있다. 이러한 현상은 [t͡ɕ], [d͡ʑ], [ɕ], [ʑ]의 뒤에서도 일어나는데, 예를 들면 tune, during, sugar, azure등이 있다. 미국 영어에서는 이러한 발음 현상이 흔하지는 않으나 r이 잇달아 오는 경우 /(t, d, s, z)juːr/의 발음이[tʃər], [dʒər], [ʃər], [ʒər]로 변하는 경우가 있다. 예를 들면 nature, verdure, sure, treasure 등이 있다.
6. ↑  후설 모음 기호 ʌ는 영어의 중설 근저모음을 대표음으로 삼아 만든 기호이다. 일반적으로 [ɐ]와 비슷한 소리를 내나 잉글랜드 북부에서는 [ʊ]에 가깝게 발음하기도 한다.
7. ↑  북아메리카 영어에서는 [ɝ]로, 중설 장모음인  [ɜː]로 소리내는 경우가 많다.
8. 1 2  많은 북아메리카 영어 화자의 경우 이것과 강세없는 모음을 구분하지 못한다. 그들은 roses 와 Rosa's가 같은 발음으로 인식한다. 때문에 슈와를 단순히 /ə/로 나타내기도 한다.
9. ↑  이 발음은 종종 /ə/나 /ɪ/로 변형되어 사용된다.
10. 1 2  대부분의 미국인과 스코틀랜드인 그리고 아일랜드와 북잉글랜드에서 복모음 /eɪ/와 /oʊ/는 종종 단모음 [eː]과 [oː]로 대치되어 사용된다.
11. ↑  영국과 북아메리카 일부에는 [əʊ]에 가깝게 소리낸다. 모음이 연달아 있을 경우 [ɵ] ([ɵʊ]는 강세가 없으면 [ə])로 축약되기도 한다.
12. ↑  캐나다와 같은 북아메리카지역 일부에서는 묵음 앞에서 /aɪ/ 대신 [ʌɪ]로 발음하기도 한다. 이경우 writer 와 rider는 자음보다는 모음에 의해 구분된다. 즉, [ˈɹʌɪɾɚ, ˈɹaɪɾɚ]와 같이 발음된다.
13. ↑  캐나다에서는 묵음 앞에서 [ʌʊ]로 발음한다.
14. ↑  이 모음에 강세가 부여되면 [ʊə(r)]보다는 [ɔː(r)]로 발음되는 경우가 흔하다.
15. ↑  음절 끝에서 r이 발음되지 않고 강세를 같는 경우 /ɛə/보다는 슈와가 되거나 단모음 [ɛː]로 발음된다.

### 자음
다음은 국제 음성 기호 체계에 따른 영어 자음을 나타낸 것이다.
|        | 양순음    | 순치음 | 치음 | 치경음 | 후치경음 | 경구개음 | 연구개음 | 순음화 연구개음 | 성문음 |
| ------ | --------- | ------ | ---- | ------ | -------- | -------- | -------- | --------------- | ------ |
| 비강음 | m mʲ      |        |      | n      |          |          | ŋ        |                 |        |
| 파열음 | p b pʲ bʲ |        |      | t d    |          |          | k ɡ      |                 |        |
| 파찰음 |           |        |      |        | tʃ dʒ    |          |          |                 |        |
| 마찰음 |           | f v    | θ ð  | s z    | ʃ ʒ      | ç        | x        |                 | h      |
| 탄음   |           |        |      |        | ɾ        |          |          |                 |        |
| 접근음 |           |        |      | ɹ      |          | j        |          | ʍ w             |        |
| 설측음 |           |        |      | l      |          |          |          |                 |        |

1. ↑  영국 북부 일부 지역에서 연구개 비음 [ŋ]은 음소가 아닌 /n/의 변이음으로서만 사용된다. 이 경우에 연구개 비음은 오직 /k/와 /ɡ/의 앞에서만 나타난다. 이런 경우가 아니라면 연구개 비음은 음절 종음으로만 쓰인다.
2. 1 2 3  /ʃ/와 /ʒ/, 그리고 /ɹ/의 소리는 일부 지역에서 순음화되어 발음된다. 그러나 화자 자신도 이러한 순음화를 인식하지 못하는 경우가 많다. 한편 스코틀랜드 영어에서는 <r>을 치경 전동음으로 발음하는 경향이 있다.
3. ↑  런던 토박이의 경우 치간음인 /θ/와 /ð/를 /f/와 /v/처럼 발음하는 경향이 있다. 한편, 미국 흑인 영어에서 /ð/는 종종 /d/로 발음된다. 아일랜드에서는 /θ/와 /ð/가 치음으로 변이되기도 한다.
4. ↑  무성 경구개 마찰음 /ç/는 /j/ 앞에 온 /h/가 강세를 갖는 경우 나타나는 변이음이다. human [çjuːmən]과 같은 예를 들 수 있다. 그러나 강세가 주어질 때 /j/가 생략되고 원래의 자음인 /h/가 그대로 발음되는 경우도 있다.
5. ↑  무성 연구개 마찰음 /x/는 스코틀랜드나 웨일스에서 영어를 사용하는 화자가 게일어 낱말인 loch /lɒx/나 독일어 Bach /bax/ , Chanukah /xanuka/와 같은 단어를 말할 때 나타난다. 남아프리카 영어에서도 /x/ 또는 [kx] 와 같은 발음이 사용된다. docker [dɒkxə]와 같은 낱말이 있다.
6. ↑  북아메리카 영어나 호주 영어에서 /t/ 와 /d/가 약하게 발음될 때에 치경 탄음 [ɾ]로 변이된다.[36] 많은 북아메리카 영어 화자들은 latter와 ladder를 모두 [leɾəɹ]로 읽는다.
7. ↑  무성음 w [ʍ]는 스코틀랜드나 아일랜드 영어에서 나타난다. 간혹 미국, 뉴질랜드, 영국의 영어 화자가 사용하기도 한다. 이 외의 영어 화자들은 /w/ 대신 /f/로 발음한다.

### 유성음과 유기음
영어의 파열음이 유성음이나 유기음으로 발음되는데에는 뚜렷한 일반적인 규칙이 없으며 화자나 문맥에 따라 다르게 나타난다. 다만, 다음과 같이 규칙적으로 적용되는 경우도 존재한다.
- /p/, /t/, /k/와 같은 무성 파열음이나 /tʃ/와 같은 무성 파찰음이 단어의 첫음이 되거나 강세를 갖는 경우 유기음으로 발음 된다. 예를 들면 "spin"의 "p"는 첫음이 아니므로 [spɪn]으로 발음되고 "pin"의 "p"는 단어의 첫음이기 때문에 [pʰɪn]으로 발음된다. 마찬가지의 예로 crap [kʰɹ̥æp]과 scrap [skɹæp]을 들 수 있다.
  - 일부 영어 화자는 강세가 없는 경우에도 유기음화된 발음을 하는 경우가 있다.
  - 인도 영어에서는 파열음이 유기음으로 발음되는 경우가 없다.
- 일부 영어 화자는 단어의 첫음으로 오는 유성파열음을 무성음으로 변이하여 발음한다.
- 일부 영어 화자는 단어의 끝에 오는 무성파열음을 성문 파열음으로 변이하여 발음한다. 예를 들면 "tap"은 [tʰæp̚]으로, "sack"은 [sæk̚]으로 발음한다.
- 미국 영어의 사투리에서는 단어의 끝에 오는 유성파열음을 무성음으로 변이하여 발음하는 경우가 있다. 예를 들면 "sad"은 [sæd̥]으로, "bag" [bæɡ̊]으로 발음되기도 한다. 그러나 이러한 발음이 일반적인 것은 아니다.

### 기타 발음 특징

#### 억양과 성조군
영어에는 독특한 억양이 있다. 다시 말하면 영어에서는 목소리의 높이가 구문을 이루는 요소로서 작용한다. 의문문, 감탄문, 반어법 등과 같은 특정 구문에는 이에 따르는 독특한 억양이 있다.
영어에서는 군을 이루는 단어가 하나의 억양 패턴을 형성하는데 이를 성조군이라 한다. 성조군은 단번에 발음되기 때문에 길이에 제약이 있을 수밖에 없다. 보통 성조군을 이루는 단어의 수는 다섯 단어를 넘지 않으며 단숨에 발음되는데 걸리는 시간은 대략 2초 정도이다. 다음은 대표적인 성조군의 예이다.
/duː juː ˈniːd ˈɛnɪθɪŋ/ Do you need anything?
/aɪ ˈdoʊnt ˈnoʊ/ I don't, no
/aɪ doʊnt ˈnoʊ/ I don't know (이 경우 [ˈaɪ doʊnoʊ] 또는 [ˈaɪdənoʊ]와 같이 축약되어 발음되기도 한다. 짧게 축약하여 발음될 때에는 Don't와 Know가 마치 "dunno"와 같이 한 단어인 것처럼 들린다.)

#### 강세
영어에서는 문장의 특정한 음절이나 단어, 성조군에 강세가 실린다. 이렇게 강세가 실린 음절을 핵심 음절이라 한다. 예를 들어,
That | was | the | best | thing | you | could | do!
위 문장에서 강세가 놓이는 "best" 와 "do" 가 핵심 음절이 된다. 문장의 나머지 부분은 약하게 발음된다. 영어에서는 핵심 음절을 강하게 발음함으로써 화자의 의도를 들어낸다. 어디에 강세를 두는 가에 따라 의도가 달라질 수 있다. 예를 들어,
John did not steal that money. (... "다른 누군가가 훔쳤다.")
John did not steal that money. (... "존이 훔쳤다고 말하는 사람이 있는데 그건 아니다" 또는 "그때 훔친 게 아니라 나중에 훔쳤다." )
John did not steal that money. (... "훔친 게 아니라 번 거다.")
John did not steal that money. (... "다른 돈을 훔쳤다.")
John did not steal that money. (... "돈이 아닌 다른 것을 훔쳤다.")
다른 예를 들면
I did not tell her that. (... "다른 사람이 말했다.")
I did not tell her that. (... "내가 했다고 하지만 아니다" 또는 "지금 말할 거다")
I did not tell her that. (... "난 그렇게 말한 적 없는데 그녀가 추측한 것이다" 등)
I did not tell her that. (... "다른 사람에게 말했다.")
I did not tell her that. (... "다른 것을 말했다")
핵심 강세는 감정을 표현하기도 한다. 예를 들면,
Oh, really? (..."몰랐다")
Oh, really? (..."안 믿겨" 또는 "정말이야?")
핵심 음절은 문장의 다른 부분에 비해 강하고 높게 발음된다. 또한 영어에는 문장 끝의 소리 높이가 올라가는 상승 성조와 내려가는 하강 성조가 있다. 두 성조를 합쳐 상승-하강 성조나 하강-상승 성조로 쓰이기도 한다. 대표적인 성조의 사용으로는 의문문에서 쓰이는 상승 성조이다. 영어에서 상승 성조는 화자가 그 사실을 알지 못한다는 것을 의미한다. 다음의 예문을 보면,
When do you want to be paid?
Now? (상승 성조. 이 경우 "지금 받을 수 있을까요?" 또는 "지금 줄 수 있나요?"의 뜻이 된다.)
Now. (하강 성조. 이 경우 "지금 받았으면 좋겠네요"의 뜻이 된다.)

## 문법
영문법은 다른 인도유럽어족에 비해 어형 변화가 간결한 편이다. 예를 들면, 현대 영어에서는 독일어, 네덜란드어와 같은 다른 서게르만어군나 로망스어군과는 달리 문법상의 성(性) 구분이 거의 없다. 또한 수·격·인칭·성에 따른 동사의 조화도 극히 드문 편이다. 격은 거의 사라져 대명사에서나 찾아볼 수 있다. 게르만어파 특유의 동사변화 규칙도 많이 사라졌기 때문에 강한 동사변화(예:speak/spoke/spoken)와 약한 동사변화(예:love/loved/loved)는 이전 시기의 영어에 비해 엄격하지 않다.
이와 같은 변화로 인해 영어는 고립어와 같은 성격을 띠게 되어 양상 동사와 어순 등이 중요한 요소가 되었다. 한편, 영어는 의문문, 부정문, 수동태와 같은 태의 표현, 상황의 설명을 위한 상 등을 나타내기 위해 조동사를 사용한다.

## 품사
영어의 품사는 총 8개로, 이들을 가리켜 "8품사" (8 Parts of Speech)라고 부른다.
- 명사(名詞, nouns)
- 동사(動詞, verbs)
- 형용사(形容詞, adjective)
- 부사(動詞, adverbs)
- 접속사(接續詞, conjunctions)
- 전치사(前置詞, prepositions)
- 대명사(代名詞, pronouns)
- 감탄사(感歎詞, interjections)

## 단어
영어 단어는 수 세기에 걸쳐 변화를 겪어왔다.
다른 게르만어파에 속하는 언어들과 마찬가지로 영어 역시 많은 단어가 원 인도유럽어에서 유래하였다.
| 영어   | 네덜란드어 | 독일어    | 고트어   | 라틴어 | 그리스어      | 산스크리트어 |
| ------ | ---------- | --------- | -------- | ------ | ------------- | ------------ |
| I (ic) | ik         | ich       | ik       | ego    | ego (ἐγώ)     | aham         |
| me     | mij        | mich, mir | mik, mīs | me     | eme (ἐμέ)     | mam          |
| one    | een        | eins      | ain      | unus   | oinos         | ekam         |
| mother | moeder     | Mutter    |          | mater  | meter (μήτηρ) | matr         |
| mouse  | muis       | Maus      |          | mus    | mys (μῦς)     | mus          |

1. ↑  고대 영어

현대 영어에서도 대명사, 전치사, 접속사, 양상 동사 등은 거의 대부분 게르만어에서 유래한 것으로 영어 구문과 문법의 기본적인 토대를 이루고 있다. 고대 영어나 고대 노르드어와 같은 게르만어에서 유래한 이러한 단어들은 일반적으로 라틴어와 같은 언어에서 유래한 단어보다 짧다. 이에는 두 가지 이유를 들 수 있는데 우선 단어의 축약 현상이 있었다. 고대 영어의 hēafod가 현대 영어의 head로 고대 영어의 sāwol이 soul로 변한 것이나, 끝소리가 강세를 잃어 gamen이 game으로 ǣrende가 errand로 변한 것을 예로 들 수 있다. 다른 이유는 노르만 정복 이후 라틴어나 프랑스어가 정치, 학문, 예술의 전 분야에서 사용되면서 음절이 긴 토박이말들이 사라졌다는 점이다. 같은 뜻을 나타내는 데 토박이말보다는 라틴어를 사용하는 것이 보다 교양 있는 것으로 여겨지면서 이러한 현상이 가속화되었다. 조지 오웰은 《정치와 영어》라는 수필을 통해 이러한 단어 사용의 문제점을 지적하였다.
현대 영어에서도 여전히 게르만어에서 유래한 단어와 동의어인 라틴어에서 유래한 단어를 선택하여 사용할 수 있다. 예를 들면 come과 arrive, sight와 vision, freedom과 liberty 등이 그것이다. 어떤 경우에는 여기에 프랑스어에서 유래한 동의어가 추가된다. 예를 들어 게르만어에서 유래한 oversee 대신 라틴어에서 유래한 supervise나 프랑스어에서 유래한 survey를 동의어로 사용할 수 있다. 이외에도 영어에는 다양한 출처에서 들여온 단어들이 있다. 예를 들어 warranty는 앵글로노르만어에서 온 것이고 guarantee는 페르시아계 프랑스어에서 온 것이다. 어떤 단어들은 이렇게 여러 곳에서 유래한 동의어들이 두루 쓰이기도 하는데 고대 영어에서부터 사용된 sick는 고대 노르드어에서 유래한 ill, 프랑스어에서 유래한 infirm, 라틴어에서 유래한 afflicted와 같은 단어들과 동의어군을 이루고 있다. 영어의 사용에서 이러한 동의어의 선택은 뉘앙스와 같은 것을 함께 전달하는 수단이 되기도 한다.
라틴어에서 유래한 것이든 게르만어에서 유래한 것이든 이제는 영어에서만 사용되는 단어들도 있다. 라틴어에서 유래하여 영어에서만 사용되는 것들로는 mountain, valley, river, aunt, uncle, move, use, push, stay 같은 단어들이 있고 게르만어에서 유래한 것으로는 , abandonment, debutant, feudalism, seizure, guarantee, disregard, wardrobe, disenfranchise, disarray, bandolier, bourgeoisie, debauchery, performance, furniture, gallantry와 같은 단어들이 있다. 앵글로-색슨어에서 나온 단어들로는 acknowledge, meaningful, understanding, mindful, behaviour, forbearance, behoove, forestall, allay, rhyme, starvation, embodiment와 같은 단어들이 있다. 한편, 유래를 밝히기 어려운 단어들 역시 많이 있다. 영어 단어를 가장 많이 만든 사람 중에는 셰익스피어가 있다. 실제로 셰익스피어의 희곡에는 단어에 수많은 주석이 달려 있다.
현대에 들어와서도 영어 단어는 계속해서 증가하고 있다. 이들 가운데 많은 단어가 cookie(쿠키)나 URL과 같은 과학 기술 용어이다. 또한 속어 와슬랭의 사용으로 인해 단어가 가지고 있던 원래의 뜻에 새로운 의미가 더해지기도 한다. 때때로 사건으로 인해서 신문 등이 단어를 만들기도 한다.

### 외래어의 유입
Chaebol(재벌), Panmunjom(판문점)과 같은 한국어 기원의 영어 단어, Kancho(윤하), Tonkatsu(돈카쓰), Tofu(두부)와 같은 일본어 기원의 영어 단어와 같이 여러 문화와의 교류를 통해 외래어가 더해지고 있다.

### 단어의 수
영어 단어의 수를 명확히 산출할 수 없는 이유를 옥스퍼드 영어 사전에서는 다음과 같이 설명하고 있다.
단어는 널리 확산되고 문화와 깊은 관계를 맺고 있어 그 수를 한정 지어 산출할 수 없다. 어떤 방향에서든 중심적인 단어는 잘 정리되어 있으나 외연은 모두 확인하기 힘들다.
광대한 영어 단어의 수를 산출하는 데에는 또 다른 어려움이 있다. 우선 영어는 프랑스어(아카데미 프랑세즈), 스페인어(스페인 왕립 학술원)등과 달리 공식적인 어문 기구가 없다. 또한 의료, 과학, 기술 분야를 비롯한 여러 분야에서 신조어가 계속하여 만들어지고 있다. 그리고 속어의 사용으로 인한 단어의 의미 변화가 지속적으로 이루어지고 있다. 끝으로 외국어 역시 다수의 영어 화자가 이를 사용할 경우 넓은 의미에서 영어로 취급된다.
1933년 옥스포드 영어 사전 제2판은 60만 단어 이상을 등재하면서 다음과 같이 설명하고 있다.
본 사전에는 문학과 회화에서 사용되는 표준 영어뿐만 아니라 과학 기술 분야의 신조어와 현재 사용되고 있는 속어등을 두루 수록하였다.
47만 5천여 중심 단어를 수록하고 있는 웹스터 사전은 매해 2만 5천여 단어를 추가로 등재하고 있다.
글로벌 랭귀지 모니터에 따르면 2009년 6월 10일 현재 사용되고 있는 영어 단어의 수는 약 1백만 개에 이른다.

## 한국의 영어
대한민국에서 영어가 처음으로 교육되기 시작한 것은 조선 말기인 1883년 동문학이 세워지면서부터였다. 이후 1886년 육영공원에서 영국인 교사들이 영어로만 영국식 영어를 가르치는 최초의 영어몰입교육 (물론 직접식 교수법)이 시작되고 배재학당 (현재의 배재중학교, 배재고등학교, 배재대학교), 이화학당 (현재의 이화여자대학교)에서도 영어 교육이 중시되고 1895년 설립된 관립 외국어 학교에서 영어 전공 학생이 일본어, 독일어, 프랑스어, 러시아어 등 다른 언어 전공 학생을 제치는 등 1910년까지 활발하게 교육되다가 1910년 일제강점기 때 일본이 조선에서의 영어 교육을 대폭 축소해 암흑기에 빠졌다. 그 시기에 강사는 일본어에 능통해야 한다는 법 때문에 영어 강사들도 발음이 좋지 않은 일본인 강사로 채워졌다. 영어 교습법도 이 시기부터 직접식 교수법에서 문법 번역식 교수법으로 바뀌었다. 이후 1920년~1941년까지는 영어가 다른 외국어에 비해 충실하게 교육되다가 1941년부터 1945년까지 영어 교육이 다시 억압되었다.

### 대한민국
1946년 서울대학교의 설립으로 영어영문학과가 설립되어 영문학 (영미 시, 영미 소설, 영미 희곡) 연구가 시작되었고, 대한민국 건국 이후부터 영어는 미국식 영어로만 중학교, 고등학교에서 교육되었다. 1960년대 이후 최초의 공인 영어 시험으로 TOEFL과 1980년대 TOEIC, G-TELP가 차례대로 소개되었다. 1980년대에는 일제 시대식 문법 중심 교육 (문법 번역식 교수법)에서 독해/회화/듣기 중심 교육 (청각 구두식 교수법)으로 바뀌었다. 1983년에는 중, 고등학교 시험에 영어 듣기 평가가 도입되고 1984년에는 학력고사에도 듣기 평가가 도입되어 수능으로까지 이어졌다. 1999년부터는 기존 중학교 1학년부터 배우던 영어 교과를 초등학교 3학년부터 배우도록 확대하였고 이것이 현재까지 이어져 오고 있다. 현재 한국에서는 영어 몰입 교육과 영어 공용화 논쟁이 일어나고 있으며, TEPS는 물론 토종 영어 시험이라고 할 수 있는 TOSEL까지 개발하였다. 2014년 기준으로 한국의 유치원에서도 영어를 가르치고 있다. 또 대학에서는 영문학이나 영어 교육 전공이 아닌 교수들도 영어로 강의하게 하기도 하며, 대부분의 대학에서 영어를 교양 필수 과목으로 지정하고 최소 2학기에서 최대 8학기까지 이수하게 하고 있다. 카투사나 영어 통역병과 같이 지원 시 영어 공인 점수를 요구하는 병과도 있다. 교수법은 조선 시대에는 직접식 교수법으로, 일제 때는 문법 번역식 교수법으로, 현대에는 일부가 문법 번역식 교수법을 따르고 일부는 청각 구두식 교수법을 사용하고 있다. 고등 학교의 경우 영어 관련 교과목 수는 6개이다. (영어 I, 영어 II, 실용 영어 회화, 심화 영어 회화, 영어 독해와 작문, 심화 영어 독해와 작문) 현재 일부 학교에서는 원어민 교사를 채용하여 청각 구두식 교수법을 사용하는 경우도 있다. 공무원 시험에도 영어는 필수과목으로 들어가 있으나 2004년부터 5급, 2016년 이후 7급 영어가 공인영어로 대체되었다. 한국인이 구사하는 영어의 억양은 대개 캘리포니아 억양 혹은 이에 기반한 한국식이고, 그 다음이 표준 미국식 억양이다. 영국 영어를 구사하는 한국인은 그렇게 많지 않다.

### 조선민주주의인민공화국
조선민주주의인민공화국은 영국 영어만 교육하며, 교육 방식도 대한민국과는 달리 영국의 교과서를 사용한다. 교육 시기도 늦어서 대개 중학교부터 영어를 배운다. 유치원 과정에서는 영어를 가르치지 않는다는 점이 대한민국과의 큰 차이점이다. 또한 교과서에서도 김씨 일가 우상화 내용이 담겨 있고 남한에 대해 부정적인 내용으로 묘사하고 있다.

## 영어의 분화와 각 영어의방언
- 영국과 미국 영어의 차이 (American and British English differences)

- 미국 영어(美國英語, American English)
  - 미국 영어 중 미국 본토에서 사용되는 7개의 방언 (뉴잉글랜드, 뉴욕, 펜실베이니아 서부, 북부, 중부, 남부, 서부)
  - 필리핀 영어
  - 하와이 영어
  - 알래스카 영어
  - 캐나다 영어(Canadian English)

- 영국 영어(英國英語, British English)
  - 홍콩 영어
  - 싱가포르식 영어(Singpore English)
  - 인도네시아 영어
  - 말레이시아 영어(Manglish)
  - 인도 영어(Indian Inglish)
  - 호주 영어
  - 뉴질랜드 영어
  - 스코틀랜드 영어(Scottish English)
  - 아일랜드 영어
  - 남극 영어(南極英語, 영국식과 미국식의 중간형)

## 같이 보기
- 쉬운 영어(플레인 잉글리시)
- 쉬운 영어 쓰기 운동(영어판)(Plain English Campaign, PEC)
- 간결 영어(영어판)(Simple English)
- 간화 영어(영어판)(Simplified English)
- 영어권
- 영어 사용자 수에 따른 나라 목록
- 영어를 공용어로 사용하는 나라별 영어 사용자 수
- 영국 영어
- 미국 영어
- 영국 영어와 미국 영어의 차이
- 토익(TOEIC) / 토플(TOEFL) / 아이엘츠(IELTS)
- 앵글리시
- 인터랭귀지(중간 언어)
- 브로큰 잉글리시(Broken English, '엉터리 영어'라고도 함)
- 잉그리시(Engrish)
- 한국어식 영어(Konglish, 콩글리시)
- 일본어식 영어(Japlish, 재플리시)
- 중국어식 영어(Chinglish, 칭글리시)
- 비원어민의 영어발음(영어판)(Non-native pronunciations of English)

## 참고 문헌
- Ammon, Ulrich (2006). Sociolinguistics: an international handbook of the science of language and society. Walter de Gruyter. ISBN 3-11-018418-4.
- Baugh, Albert C.; Thomas Cable (2002). A history of the English language (5th ed.). Routledge. ISBN 0-415-28099-0..
- Bragg, Melvyn (2004). The Adventure of English: The Biography of a Language. Arcade Publishing. ISBN 1-55970-710-0.
- Crystal, David (1997). English as a Global Language. Cambridge: Cambridge University Press. ISBN 0-521-53032-6..
- Crystal, David (2003). The Cambridge encyclopedia of the English language (2nd ed.). Cambridge University Press. ISBN 0-521-53033-4.....
- Hayford, Harrison; Howard P. Vincent (1954). Reader and Writer. Houghton Mifflin Company...
- Kenyon, John Samuel and Knott, Thomas Albert, A Pronouncing Dictionary of American English, G & C Merriam Company, Springfield, Mass, USA,1953..
- Mazrui, Alamin (1998). The power of Babel: language & governance in the African experience. University of Chicago Press. ISBN 0-85255-807-4..
- McArthur, T. (ed.) (1992). The Oxford Companion to the English Language. Oxford University Press. ISBN 0-19-214183-X..
- McCrum; Robert MacNeil, William Cran (1986). The Story of English (1st ed.). New York: Viking. ISBN 0-670-80467-3..
- Plotkin, Vulf (2006). The Language System of English. BrownWalker Press. ISBN 1-58112-993-9....
- Robinson, Orrin (1992). Old English and Its Closest Relatives. Stanford Univ. Press. ISBN 0-8047-2221-8..
- Schneider, Edgar (2007). Postcolonial English: varieties around the world. Cambridge University Press. ISBN 0-521-83140-7...
- Wardhaugh, Ronald (2006). An introduction to sociolinguistics. Wiley-Blackwell. ISBN 1-4051-3559-X.